# Hansjoachim Walther
Pour les articles homonymes, voir Walther.
Hansjoachim Walther, né le 16 décembre 1939 à Bütow, aujourd'hui en Pologne, et décédé le 17 janvier 2005 à Stützerbach, était un homme politique allemand.
Fondateur du Nouveau Forum (NF) en 1989, puis de l'Union sociale allemande (DSU) l'année suivante, il est élu député à la Chambre du peuple lors des premières élections libres d'Allemagne de l'Est et prend aussitôt après la présidence de la DSU. Avec la réunification allemande, il est nommé ministre fédéral avec attributions spéciales dans la coalition noire-jaune dirigée par Helmut Kohl.
Il quitte la DSU en 1991, ayant échoué à la faire entrer au Bundestag, et rejoint ensuite l'Union chrétienne-démocrate d'Allemagne (CDU), sous les couleurs de laquelle il sera élu local de l'arrondissement d'Ilm pendant près de quinze ans.

## Éléments personnels
En 1945, sa famille quitte sa ville natale et se réfugie à Zeitz. Il obtient son Abitur quinze ans plus tard, puis effectue des études supérieures de mathématiques à l'université technique de Dresde, où il obtient un diplôme de mathématicien en 1964. Il commence à travailler la même année, comme assistant à l'école technologique supérieure d'Ilmenau, recevant un doctorat de mathématiques en 1966 et une habilitation à diriger des recherches en 1969.
Il devient maître de conférences l'année suivante, puis accède en 1986 au rang de professeur des universités. Il doit cependant attendre 1991 pour se voir attribuer la chaire de mathématiques discrètes et d'algèbre d'Ilmenau.
Il est décédé d'un infarctus du myocarde le 17 janvier 2005, à l'âge de 65 ans, lors d'un match de football pour personnes âgées à Stützerbach.
Son fils ainé est le mathématicien Hans Ulrich (Uli) Walther, professeur titulaire à l'Université Purdue aux États-Unis.

## Vie politique

### Militant
Ayant participé à la création du Nouveau Forum (NF) en Thuringe en 1989, il fait partie, l'année suivante, des fondateurs de l'Union sociale allemande (DSU), parti de centre droit dont il est élu vice-président, puis président en mai 1990. Il renonce à ce poste en juin 1991, et rejoint l'Union chrétienne-démocrate d'Allemagne (CDU) deux ans plus tard.

### Activité institutionnelle
Lors des premières élections libres d'Allemagne de l'Est, le 18 mars 1990, il est élu député à la Chambre du peuple et prend la présidence du groupe DSU. Le 3 octobre suivant, jour de la réunification allemande, Hansjoachim Walther est nommé ministre fédéral avec attributions spéciales dans la coalition noire-jaune d'Helmut Kohl tout en devenant député fédéral au Bundestag, comme délégué des nouveaux Länder de l'ex-RDA.
Chef de file de la DSU aux élections fédérales du 2 décembre 1990, son parti subit un échec cuisant avec 0,2 % des suffrages. Il perd son mandat de député dix-huit jours plus tard, et quitte le gouvernement le 18 janvier 1991.
Il a par la suite été élu à l'assemblée (Kreistag) de l'arrondissement d'Ilm, où il a présidé le groupe CDU jusqu'en 2004 et siégé au sein de la commission de l'Éducation, de la Culture et des Sports. C'est dans ce cadre qu'il a proposé une réforme du système de financement des écoles.